# Johan Djourou
Johan Djourou (Abidjan, Elefántcsontpart, 1987. január 18. –) svájci válogatott labdarúgó. 2007-08-as szezonban kölcsönben volt a Birmingham City csapatánál. Van egy öccse, Oliver Djourou jelenleg a FC UGS csapatánál játszik.

## Pályafutása

### Arsenal
2004. október 27-én mutatkozott be az Arsenal színeiben a Manchester City ellen. Első alkalommal az Everton elleni Ligakupa meccsen játszhatott kezdőként az Arsenalban Djourou.
Djourou kezdő volt az FA kupa 4. fordulójában is, ahol egy eléggé „össze-vissza” védelem volt. Az Arsenal 1:0-s vereséget szenvedett a Bolton ellen, azon a meccsen.
2006 februárjában Djourou 3 bajnoki meccsen is kezdő lehetett. A West Ham United, a Birmingham City és Bolton Wanderers ellen adatott meg neki a lehetőség.
2006 áprilisában csereként lépett pályára az Aston Villa elleni 5:0-s bajnoki meccsen. Ezt követően több olasz klub is feltűnt. A Juventus FC többször is küldött megfigyelőket a tartalékos meccsekre. Djourou szerződése a 2006-07-es szezon végén lejárt volna, de a vb után meghosszabbította a szerződését 6 évvel.
Mára Svájci állampolgársága is van.

### Birmingham City
A 2007-08-as szezon nagy részét kölcsönben töltötte a Birmingham City csapatában. A szerződés lejárta után visszatért az Arsenalhoz, eközben Song és Toure az Afrika Nemzetek Kupáján volt. Djourou nem tudott élni a lehetőséggel, mert lesérült. A 2008-as szezont az Arsenal csapatában kezdte meg.

## Díjak, sikerek
Arsenal:
Döntősök
- UEFA Bajnokok Ligája 2005–06
- Liga Kupa 2007

Egyéni díj :

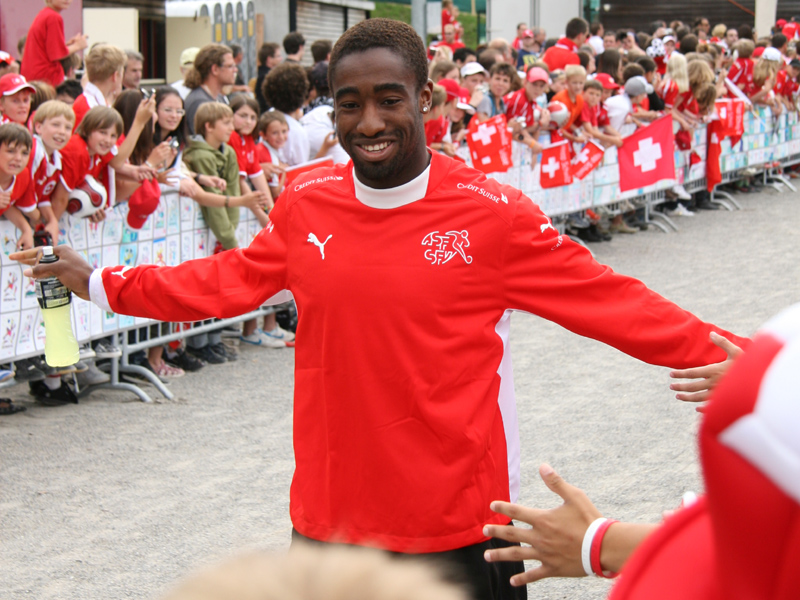
Djourou a 2008-as Európa Bajnokságon

- 2006. december 16-án, Djourou-t megválasztották az játékosának Svájcban. A Swiss Sports Awards TV Showban is szerepelt 2006-ban.

## Statisztikák
(2009. április 9. szerint)
| Klub                      | Szezon  | Liga | Liga | Liga     | Kupa* | Kupa* | Európa | Európa | Összesen | Összesen |
| Klub                      | Szezon  | Mérk | Gól  | Gólpassz | Mérk  | Gól   | Mérk   | Gól    | Mérk     | Gól      |
| ------------------------- | ------- | ---- | ---- | -------- | ----- | ----- | ------ | ------ | -------- | -------- |
| Arsenal                   | 2004–05 | 0    | 0    | 0        | 3     | 0     | 0      | 0      | 3        | 0        |
| Arsenal                   | 2005–06 | 7    | 0    | 0        | 5     | 0     | 0      | 0      | 12       | 0        |
| Arsenal                   | 2006–07 | 21   | 0    | 0        | 4     | 0     | 5      | 0      | 30       | 0        |
| Birmingham City (cserébe) | 2007–08 | 13   | 0    | 0        | 0     | 0     | 0      | 0      | 13       | 0        |
| Arsenal                   | 2007–08 | 2    | 0    | 0        | 1     | 0     | 0      | 0      | 3        | 0        |
| Arsenal                   | 2008–09 | 12   | 0    | 0        | 7     | 0     | 7      | 0      | 26       | 0        |
| Total                     | Total   | 55   | 0    | 0        | 20    | 0     | 12     | 0      | 87       | 0        |

(* FA Cup, League Cup and FA Community Shield)

## Külső hivatkozások
- Interjú: Teenager going places fast címmel a sport.independent.co.uk-on
- Profilja az arsenal.com-on
- Johan Djourou pályafutásának statisztikái a Soccerbase oldalon (angolul)

- Profilja a 4thegame.com-on
- Profilja a premierleague.com-on